# Hoofdklasse hockey heren 1985/86
Het seizoen 1985/86 is de 13de editie van de herenhoofdklasse waarin onder de KNHB-vlag om het Nederlands kampioenschap hockey werd gestreden. 
In het voorgaande seizoen zijn Laren en Den Bosch gedegradeerd. Hiervoor kwamen Hattem en Schaerweijde in de plaats.
Bloemendaal werd landskampioen, Leiden en nieuwkomer Schaerweijde degradeerden rechtstreeks.

## Eindstand
Na 22 speelronden was de eindstand:
| #  | Club              | GS | W  | G | V  | P  | DV      | DT      | DS  |
| -- | ----------------- | -- | -- | - | -- | -- | ------- | ------- | --- |
| 1  | Bloemendaal       | 22 | 17 | 2 | 3  | 36 | 63 - 36 | 63 - 36 | +27 |
| 2  | Kampong           | 22 | 16 | 1 | 5  | 33 | 73 - 36 | 73 - 36 | +37 |
| 3  | Amsterdam         | 22 | 13 | 4 | 5  | 30 | 61 - 29 | 61 - 29 | +32 |
| 4  | Tilburg           | 22 | 12 | 2 | 8  | 26 | 42 - 33 | 42 - 33 | +9  |
| 5  | Klein Zwitserland | 22 | 11 | 2 | 9  | 24 | 49 - 43 | 49 - 43 | +6  |
| 6  | HGC               | 22 | 10 | 3 | 9  | 23 | 63 - 48 | 63 - 48 | +15 |
| 7  | SCHC              | 22 | 8  | 6 | 8  | 22 | 33 - 35 | 33 - 35 | -2  |
| 8  | Oranje Zwart      | 22 | 8  | 3 | 11 | 19 | 42 - 47 | 42 - 47 | -5  |
| 9  | Hattem            | 22 | 7  | 5 | 10 | 19 | 41 - 52 | 41 - 52 | -11 |
| 10 | HDM               | 22 | 7  | 2 | 13 | 16 | 35 - 54 | 35 - 54 | -19 |
| 11 | Leiden            | 22 | 3  | 5 | 14 | 11 | 35 - 71 | 35 - 71 | -36 |
| 12 | Schaerweijde      | 22 | 1  | 3 | 18 | 5  | 24 - 77 | 24 - 77 | -53 |

### Legenda
| Afk.        | Betekenis                                                       |
| ----------- | --------------------------------------------------------------- |
| GS          | aantal gespeelde wedstrijden                                    |
| W           | aantal gewonnen wedstrijden                                     |
| G           | aantal gelijk gespeelde wedstrijden                             |
| V           | aantal verloren wedstrijden                                     |
| P           | totaal aantal punten                                            |
| DV          | aantal gemaakte doelpunten                                      |
| DT          | aantal doelpunten tegen                                         |
| DS          | doelsaldo                                                       |
| Bloemendaal | Landskampioen Bloemendaal plaatst zich voor de Europacup I 1987 |
| Leiden      | Leiden en Schaerweijde zijn rechtstreeks gedegradeerd           |

Nederlands landskampioenschap:

1897/98 ·
1898/99 ·
1899/00 ·
1900/01 ·
1901/02 ·
1902/03 ·
1903/04 ·
1904/05 ·
1905/06 ·
1906/07 ·
1907/08 ·
1908/09 ·
1909/10 ·
1910/11 ·
1911/12 ·
1912/13 ·
1913/14 ·
1914/15 ·
1915/16 ·
1916/17 ·
1917/18 ·
1918/19 ·
1919/20 ·
1920/21 ·
1921/22 ·
1922/23 ·
1923/24 ·
1924/25 ·
1925/26 ·
1926/27 ·
1927/28 ·
1928/29 ·
1929/30 ·
1930/31 ·
1931/32 ·
1932/33 ·
1933/34 ·
1934/35 ·
1935/36 ·
1936/37 ·
1937/38 ·
1938/39 ·
1939/40 ·
1940/41 ·
1941/42 ·
1942/43 ·
1943/44 ·
1944/45 ·
1945/46 ·
1946/47 ·
1947/48 ·
1948/49 ·
1949/50 ·
1950/51 ·
1951/52 ·
1952/53 ·
1953/54 ·
1954/55 ·
1955/56 ·
1956/57 ·
1957/58 ·
1958/59 ·
1959/60 ·
1960/61 ·
1961/62 ·
1962/63 ·
1963/64 ·
1964/65 ·
1965/66 ·
1966/67 ·
1967/68 ·
1968/69 ·
1969/70 ·
1970/71 ·
1971/72 ·
1972/73
Hoofdklasse heren:

1973/74 · 
1974/75 · 
1975/76 · 
1976/77 · 
1977/78 · 
1978/79 · 
1979/80 · 
1980/81 · 
1981/82 · 
1982/83 · 
1983/84 · 
1984/85 · 
1985/86 · 
1986/87 · 
1987/88 · 
1988/89 · 
1989/90 · 
1990/91 · 
1991/92 · 
1992/93 · 
1993/94 · 
1994/95 · 
1995/96 · 
1996/97 · 
1997/98 · 
1998/99 · 
1999/00 · 
2000/01 · 
2001/02 · 
2002/03 · 
2003/04 · 
2004/05 · 
2005/06 · 
2006/07 · 
2007/08 · 
2008/09 · 
2009/10 · 
2010/11 · 
2011/12 · 
2012/13 ·
2013/14 ·
2014/15 ·
2015/16 ·
2016/17 ·
2017/18 ·
2018/19 ·
2019/20 ·
2020/21 ·
2021/22 ·
2022/23 ·
2023/24 ·
2024/25 ·
Nederlandse competities: Hoofdklasse (zaal) · Promotieklasse · Overgangsklasse · Eerste klasse · Tweede klasse · Derde klasse · Vierde klasse · Gold Cup · Silver Cup

Nederlands kampioenschap: Lijst van Nederlandse landskampioenen hockey · Lijst van Nederlandse landskampioenen zaalhockey

Europese competities: Euro Hockey League · Europacup I · Europa Cup II · Europacup zaalhockey